# Prinț de Condé

Blazonul Casei de Bourbon-Condé

Prinț de Condé (numit după Condé-en-Brie, acum, în departamentul Aisne) este un titlu francez, creat în jurul anului 1637 de către liderul protestant francez, Ludovic I de Bourbon (1530-1569), unchiul regelui Henric al IV-lea al Franței și transmis descendenților pe linie masculină.
Ca ramură a Casei de Bourbon, care a fost casa conducătoare în Franța de la 1589 până în 1793, prinții de Condé au jucat un rol important în politica și societatea franceză până la dispariție în 1830.

## Ramuri

### Casa de Bourbon-Conti

Blazonul Prinţilor de Conti.

Casa de Bourbon-Conti a fost formată în 1581 de François de Bourbon, prinț de Conti. Era fiul lui Ludovic I de Bourbon, prinț de Condé. Casa s-a sfârșit în 1817 oadată cu moartea lui Louis François II de Bourbon, prinț de Conti. Prinții de Conti au fost:
- 1558-1614: marchiz, din 1581 primul prinț de Conti

La moartea sa, titlul a dispărut pentru că prințul nu a lăsat moștenitori. Titlul a fost asumat în 1629 de:
- 1629-1666 : al 2-lea prinț Armand de Bourbon
- 1666-1685 : al 3-lea prinț Louis Armand I de Bourbon
- 1685-1709 : al 4-lea prinț François Louis de Bourbon
- 1709-1727 : al 5-lea prinț Louis Armand II de Bourbon
- 1727-1776 : al 6-lea prinț Louis François I de Bourbon
- 1776-1814 : al 7-lea prinț Louis François II de Bourbon

### Casa de Bourbon-Noyon

Blazonul Casei de Savoia-Carignan-Soissons

Primul prinț de Conti a fost fratele fondatorului Casei de Bourbon-Soissons, Charles de Bourbon, conte de Soissons. La curte, lumea se adresa contelui de Soissons cu denumirea Monsieur Comte iar soției sale cu Madame la Comtesse. Membrii casei au fost:
- 1487-1495 : François de Bourbon-Vendôme (1470-1495);
- 1495-1537 : Charles de Bourbon-Vendôme (1489-1537), conte (jure matris), fiu al precedentului;
- 1547-1557 : Jean de Bourbon-Soissons (1528-1557), fiu al precedentului;
- 1557-1569 : Louis I de Bourbon, prinț de Condé (1535-1569), frate al precedentului;
- 1569-1612 : Charles de Bourbon, conte de Soissons (1566-1612), fiu al precedentului;
- 1612-1641 : Louis de Bourbon, conte de Soissons (1604-1641), fiu al precedentului;
- 1641-1656 : Marie de Bourbon-Soissons (1606-1692), sora precedentului.

Linia a început în 1566 când titlul Soissons a fost acordat lui Charles de Bourbon, conte de Soissons, al doile afiu a lui Louis I de Bourbon, prinț de Condé, primul Prinț de Condé. Titlul Soissons a fost dobândit de primul prinț de Condé în 1557 și a fost deținut de descendenții săi timp de două generații:
- 1. Charles de Bourbon-Condé, primul conte de Soissons
- 2. Louis de Bourbon-Condé, al 2-lea conte de Soissons

Al 2-lea conte de Soissons a murit fără moștenitori astfel că titlul a trecut la sora lui mai mică Marie de Bourbon-Condé, soția lui Thomas Francois de Savoia, prinț de Carignan, fratele mai mic al suveranului Duce de Savoia.
Deși ea a primit 400.000 livre în venituri anuale de la titlul de Soissons, a trăit în hotelul Soissons unde, conform lui Louis de Rouvroy, duce de Saint-Simon ea a "menținut tradiția Soissons" a continuat să fie cunoscută drept prințesă de Carignan.
La moartea ei, titlul Soissons a trecut celui de-al doilea fiu al său prințul Joseph-Emmanuel de Savoia-Carignan (1631-1656) și apoi celui de-al treilea fiu al său, prințul Eugène-Maurice de Savoia-Carignan. El s-a căsătorit cu Olympia Mancini, nepoata cardinalului Mazarin, care era cunoscută drept Madame la Comtesse de Soissons. La moartea lui, titlul a trecut fiului mai mic, prințul Louis Thomas de Savoia-Carignan, care era fratele generalului austriac, prințul Eugen de Savoia. Titlul Soissons s-a sfârșit cu moartea prințului Eugène-Jean-François de Savoia-Carignan în 1734.

## Prinți de Condé

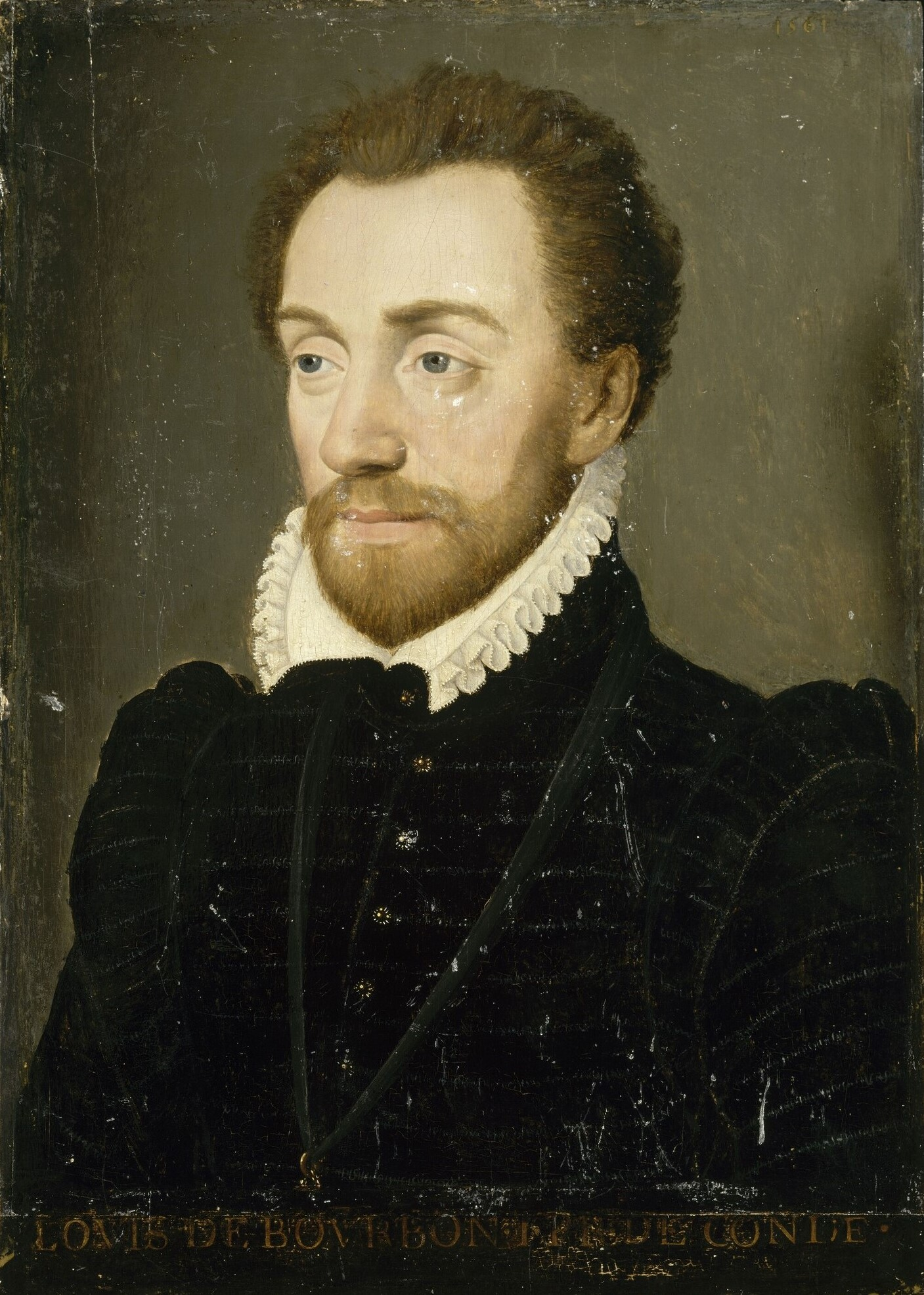
Ludovic I, primul prinț de Condé și fondator al Casei de Bourbon-Condé.

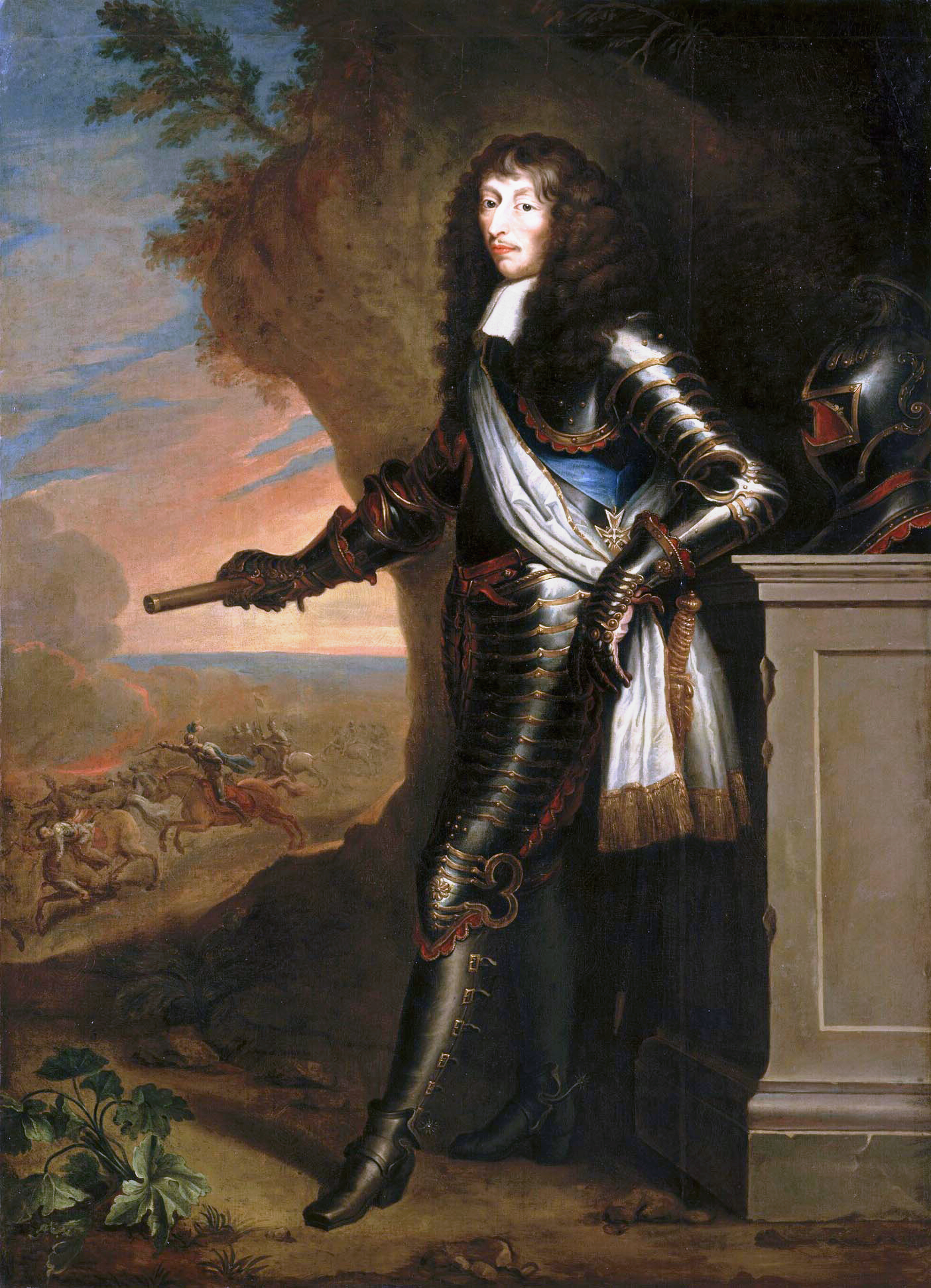
Marele Condé și al patrulea Prinț Condé.

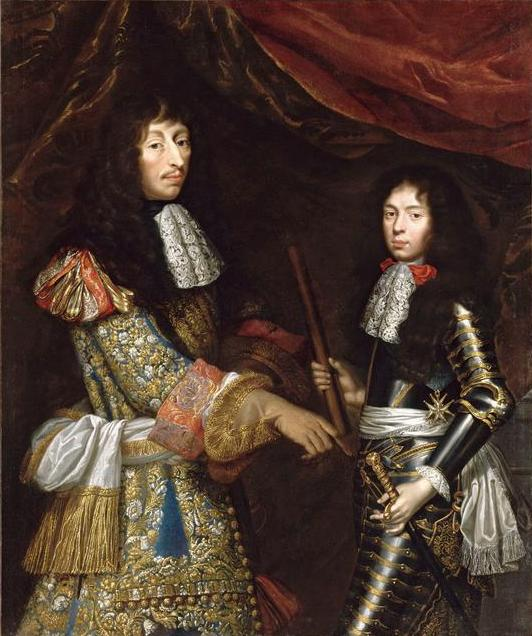
Henric al III-lea de Bourbon (mai târziu al cincilea Prinț Condé cu tatăl său, Marele Condé (stânga)

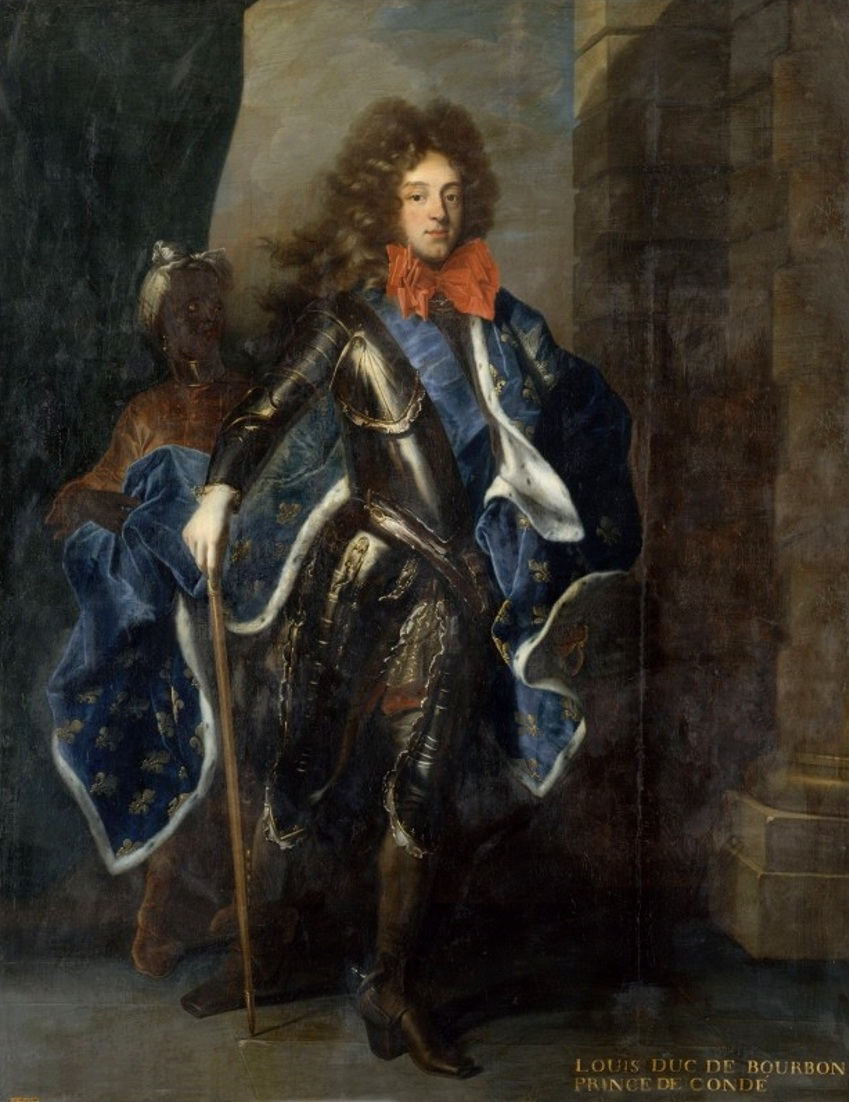
Ludovic al III-lea de Bourbon Ginere al regelui Ludovic al XIV-lea al Franței și al șaselea Prinț Condé.

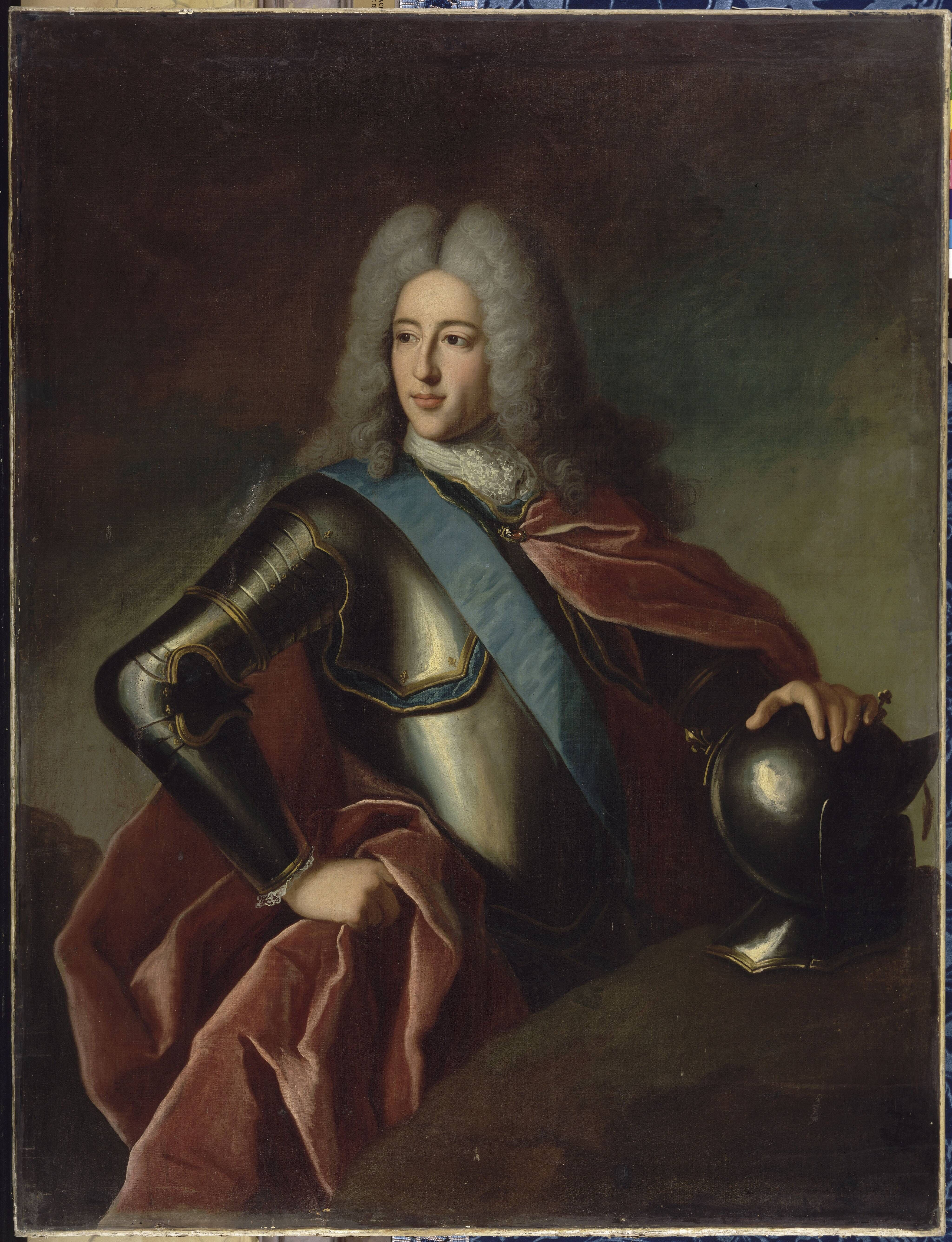
Louis Henri, Duce de Bourbon;Al șaptelea Prinț Condé.

### Ludovic I
(1546 – 13 martie 1569).
S-a căsătorit cu  Eléanor de Roucy de Roye (1536-1564),  și au avut:
- Henric I de Bourbon, prinț de Condé
- Charles de Bourbon, conte de Soissons
- François de Bourbon, prinț de Conti

Nu este numai cunoscut drept fondatorul casei dar și părintele prinților de Conti și a conților de Soissons. Linia Conti s-a sfârșit în 1814 cu moartea lui Ludovic François II de Bourbon, prinț de Conti, ultimul prinț de Conti. Linia Soissons s-a sfârșit în 1734 cu moartea prințului Eugène de Savoia-Carignan.

### Henric I
(13 martie 1569 – 5 martie 1588)
S-a căsătorit de două ori; prima dată cu Marie de Nevers (1553−1574):
- Catherine (1575-1595), marchiză de Isles

A doua oară cu Charlotte de La Trémouïlle (1568−1629):
- Eleanor (1587-1619), căsătorită în 1606 cu Philip William, Prinț de Orange
- Henric II (1588-1646), prinț de Condé

### Henric II
(5 martie 1588 – 26 decembrie 1646)
S-a căsătorit cu Charlotte-Marguerite de Montmorency în 1609 și au avut trei copii:
- Anne Genevieve de Bourbon-Condé (1619-1679), căsătorită cu Henric II de Orleans, Duce de Longueville
- Ludovic II de Bourbon Marele Condé (1621-1686)
- Armand de Bourbon, prinț de Conti (1629-1666)

### Ludovic II
Marele Condé (26 decembrie 1646 – 11 noiembrie 1686)
S-a căsătorit cu Claire-Clémence de Maillé-Brézé, nepoata Cardinalului Richelieu. Au avut doi copii:
- - Henric Jules (29 iulie 1643 – 1 aprilie 1709)
  - Louis (20 septembrie 1652 – 11 aprilie 1653)

### Henric III
(11 noiembrie 1686 – 1 aprilie 1709)
S-a căsătorit cu Ana de Bavaria și au avut următorii copii:
- Marie-Thérèse de Bourbon-Condé, mademoiselle de Bourbon (1666 - 1732)
- Ludovic al III-lea de Bourbon, Prinț de Condé, cunoscut drept duce de Enghien în timpul vieții tatălui său (1668 - 1710)
- Anne de Bourbon-Condé, mademoiselle de Enghien (1670 - 1675)
- Henric de Bourbon-Condé, conte de Clermont, (1672 - 1675)
- Louis-Henri de Bourbon-Condé, conte de la Marche, (1673 - 1675)
- Anne-Marie-Victoire de Bourbon-Condé, mademoiselle de Enghien, apoi mademoiselle de Condé, (1675 - 1700)
- Anne-Louise Bénédicte de Bourbon-Condé, mademoiselle de Enghien, apoi mademoiselle de Charolais, (1676 - 1753) S-a căsătorit cu Louis-Auguste de Bourbon, duce du Maine
- Marie Anne de Bourbon-Condé, mademoiselle de Montmorency, apoi mademoiselle de Enghien, (1678 - 1718);

### Ludovic III
(11 aprilie 1709 – 4 martie 1710)
Căsătorit cu Louise-Françoise de Bourbon, fiica recunoscută a regelui Ludovic al XIV-lea al Franței și al metresei Françoise-Athénaïs, marchiză de Montespan. Cuplul a avut următorii copii:
- Marie Anne Éléonore de Bourbon
- Louis Henri, Duce de Bourbon (1692-1740);
- Louise-Élisabeth de Bourbon-Condé (1693-1775), căsătorită cu Louis Armand al II-lea, Prinț Conti;
- Louise-Anne de Bourbon-Condé, mademoiselle de Charolais (1695-1768);
- Marie-Anne de Bourbon-Condé, mademoiselle de Clermont (1697-1741), căsătorită în secret și împotriva voinței fratelui ei cu Louis de Melun, duce de Joyeuse;
- Charles de Bourbon, conte de Charolais (1700-1760);
- Isabelle de Bourbon-Condé, mademoiselle de Gex (1701-1765);
- Henriette-Louise de Bourbon-Condé, mademoiselle de Vermandois (1703-1772);
- Louis de Bourbon-Condé, conte de Clermont (1709-1771).

### Ludovic al IV-lea
(4 martie 1710 – 27 ianuarie 1740)
S-a căsătorit cu Marie-Anne de Bourbon-Conti (1689–1720). Nu au avut copii.
S-a căsătorit a doua oară la 23 iulie 1728 cu Caroline de Hesse (1714-1741), fiica lui Ernest Leopold, Landgrave de Hesse-Rheinfels-Rothenburg.
- Louis Joseph (1736 - 1818).

### Ludovic al V-lea
(27 ianuarie 1740 – 13 mai 1818)
S-a căsătorit cu Charlotte de Rohan-Soubise (1737 - 1760), fiica lui Charles de Rohan, prinț de Soubise. Au avut:
- Ludovic VI Henri de Bourbon-Condé (1756-1830),
- Marie de Bourbon-Condé (1756–1759),
- Louise Adelaïde de Bourbon-Condé (1757-1824), mademoiselle de Condé.

### Ludovic al VI-lea
(13 mai 1818 – 30 august 1830)
Singurul fiu legitim al lui Ludovic al VI-lea,  Louis-Antoine-Henri de Bourbon-Condé, duce d'Enghien, a fost executat la Vincennes în 1804 din ordinul lui Napoleon. Fără să aibă alți fii, frați sau veri, linia de Bourbon-Condé s-a sfârșit cu decesul lui Ludovic Henry II, Prinț de Condé în 1830.